# Giovanni Battista Iachini
(Giovanni Battista Iachini,  'O velletrano, da Poesie in dialetto velletrano, 1884.)
Giovanni Battista Iachini (Velletri, 1860 – Velletri, marzo 1898) è stato un poeta italiano.

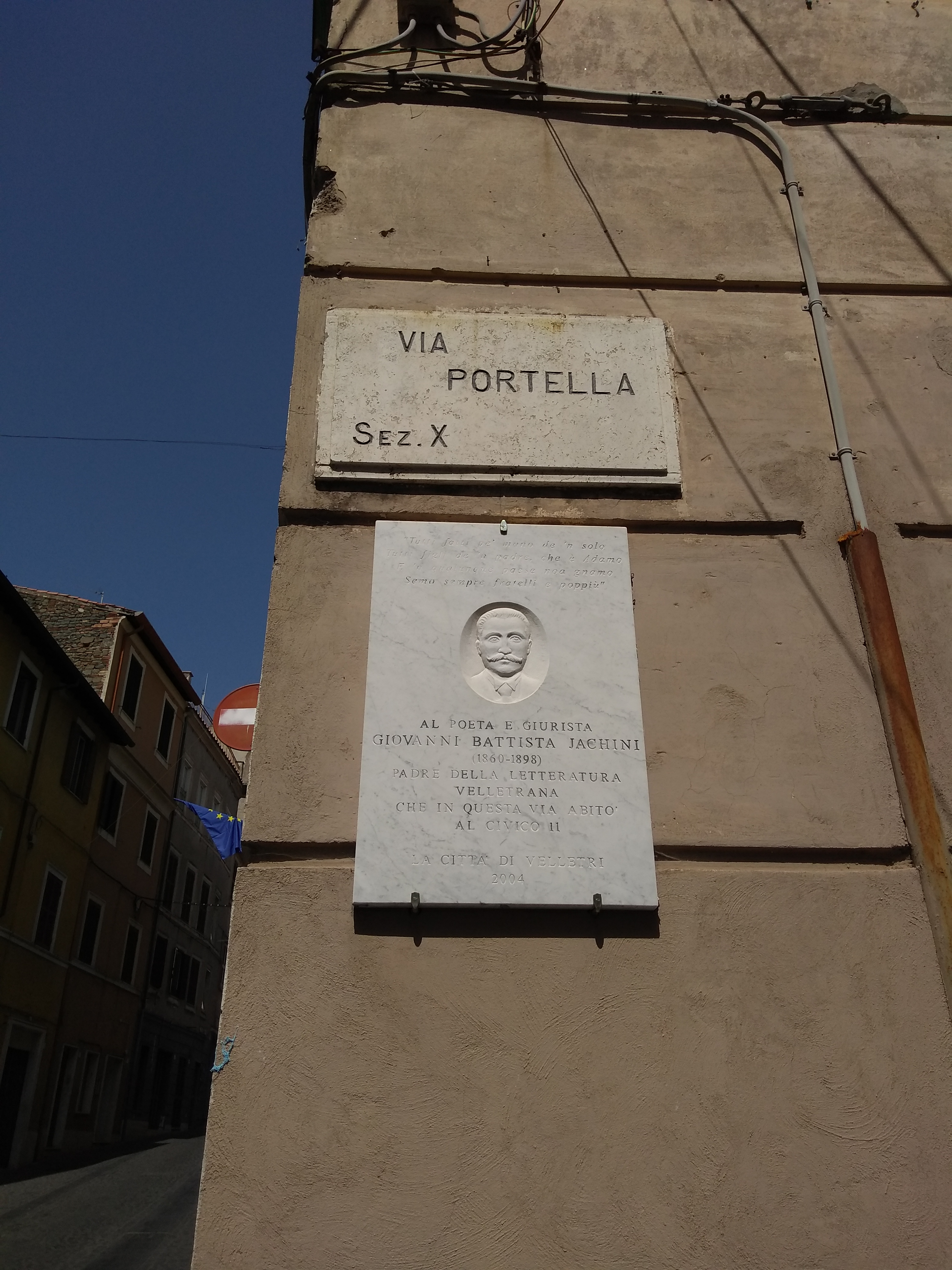
Targa commemorativa posta nei pressi dell'abitazione

Nato da Giuseppe Iachini, notaio in Velletri, studiò Giurisprudenza all'Università La Sapienza di Roma, presso la quale conseguì la laurea abilitandosi all'esercizio della professione di avvocato.
All'età di ventiquattro anni, nel 1884, rese pubblica la prima edizione delle Poesie in dialetto velletrano, sua famosa ed unica opera. Nella raccolta, composta in tutto da diciotto poesie in dialetto velletrano di varia lunghezza, si ricordano  'A precissione e La battaglia di Marino.
Morì all'età di soli trentotto anni, nel marzo 1898.